# Preghiera a Pluto
La Preghiera a Pluto è il titolo col quale viene solitamente indicato il Fr. 44 b Degani di Ipponatte.
ἐς τὠικί' ἐλθῶν οὐδαμ' εῖπεν· "Ἱππῶναξ,

δίδωμι τοι μνέας ἀργύρου τριήκοντα

καὶ πόλλ'ἔτ'άλλα". Δείλαιος γὰρ τὰς φρένας.»

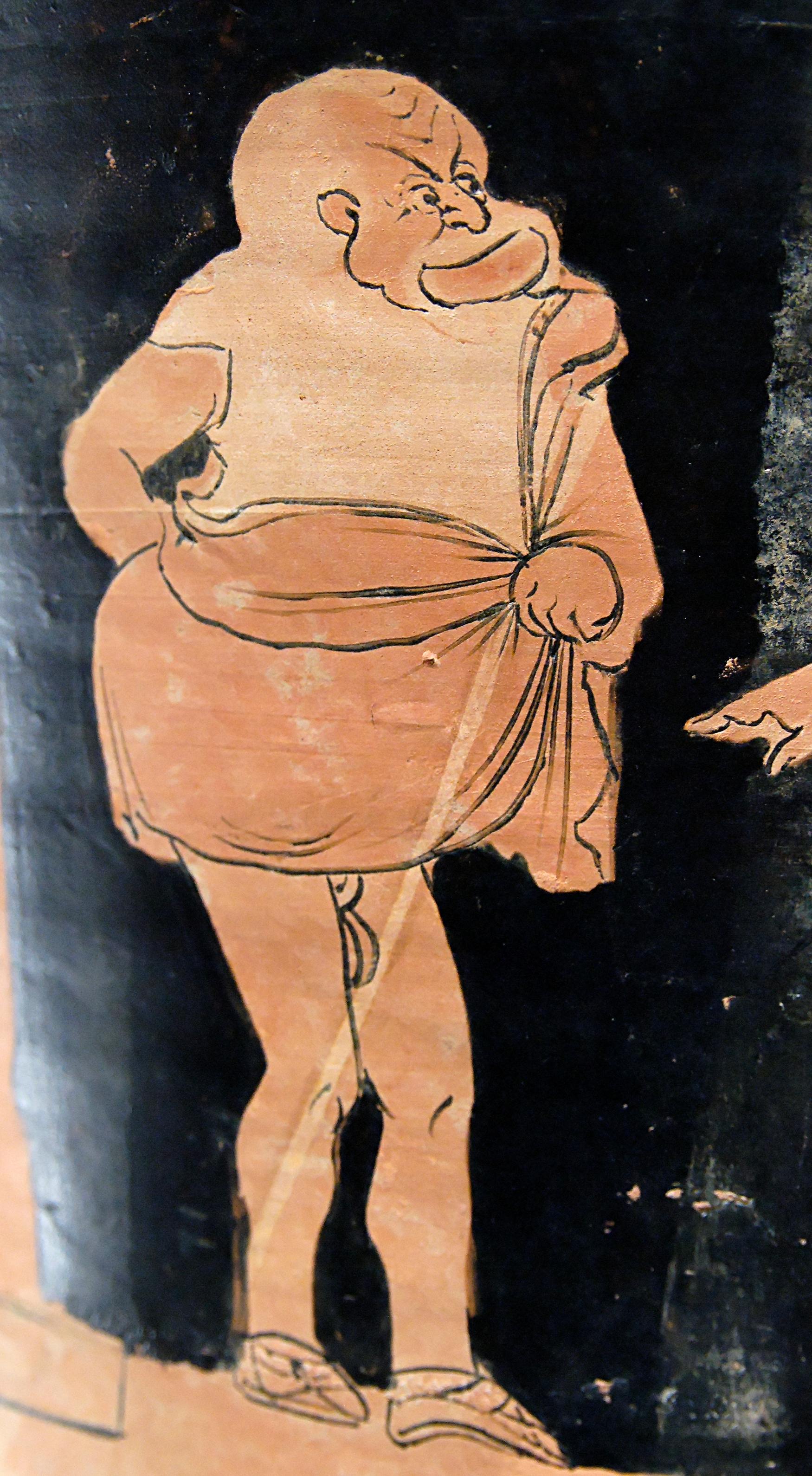
Un attore impersona uno schiavo atticciato. Scena di farsa fliacica da un cratere a calice siceliota a figure rosse (350–340 a.C.) Museo del Louvre, Parigi

non venne mai a casa a dirmiː "Ipponatte,

ti regalo trenta mine d'argento

e molto altro. Eh, sì, è veramente un vigliaccoǃ»
(Trad. A. D'Andria)
Il tetrastico, sempre in scazonti, è, più che altro, una sconsolata e canagliesca constatazione di una preghiera fallita al dio Pluto, patrono della ricchezzaː con notevole familiarità, le richieste che Ipponatte ha fatto al dio sono quantomai veniali, ma puntualmente, come nel caso della Preghiera a Ermes, disattese.